# Sinema siti
Sinema siti (engl. Cinema City) je međunarodni festival filma koji se svake godine u junu održava u Novom Sadu (Srbija).
Festival je baziran je na konceptu grada festivala, koji je promovisan na Filmskom festivalu Srbije 2007. na čijim temeljima i nastaje. Sa značajnim izmenama u programskom konceptu, organizaciju festivala 2008. godine preuzelo je Udruženje Exit, dok od 2010. organizaciju vodi Udruženje građana Cinema City. Festival se tokom 2008. i 2009. razvio u internacionalni filmski festival koji svojim obimom, filmskim programom i uglednim gostima iz zemlje i sveta predstavlja značajan kulturni i filmski događaj za Srbiju i region.

## Programski koncept
Programski koncept festivala predviđa filmski, muzički i akademski deo, koji se istovremeno realizuju na više od 20 lokacija u Novom Sadu. 
- Filmski program predstavlja 14 selekcija domaće i strane produkcije, sa tri takmičarske selekcije i brojnim retrospektivama. Preko 150 filmova, više od 100 premijera prikazuje se na 5 indoor i 4 outdoor lokacije, a festival dodeljuje 20 nagrada za domaći, internacionalni i low budget film.
- Muzički program se odvija u specifičnim ambijentima Petrovaradinske tvrđave gde se održavaju žurke povodom otvaranja i zatvaranja festivala. Muzički warm up priprema posetioce za predstojeća festivalska dešavanja.
- Akademski program festivala realizuje se kroz originalno osmišljene edukativne radionice u okviru kojih filmski umetnici, teoretičari, kritičari, predstavnici filmskih institucija razmatraju neke od najznačajnijih tema za filmsku umetnost i industriju.

## Takmičarske selekcije
Filmski program festivala sadrži tri takmičarske selekcije – Exit Point, Nacionalna klasa i Up to 10.000 Bucks.
- Selekcija Exit Point - prikazuje originalna ostvarenja svetske kinematografije i predstavlja laureate najznačajnijih filmskih festivala kao što su Kanski filmski festival, Berlinski filmski festival, Filmski festival Sandens, Tribeka i drugi.
- Program selekcije Nacionalna klasa - predstavlja najbolja domaća filmska ostvarenja i ekskluzivne premijere domaćih filmova.
- Selekcija Up to 10.000 bucks - prikazuje filmove snimljene budžetom manjim od 10.000 dolara, i predstavlja nove, mlade filmske autore koji čine budućnost kinematografije

## Istorijat
2008. godine festival Cinema City održao se u periodu između 14. i 21. juna. Tokom osam dana na dvadeset lokacija prikazano je 135 filmova. Posetioci festivala su se našli pred bogatim izborom od 14 selekcija strane i domaće produkcije, kao i brojnih filmskih retrospektiva. Festival je na originalan i inovativan način pomerio granice u kulturi gledanja filma i uživanju sedme umetnosti.
Festival Cinema City 2009 trajao je od 6. do 14. juna. Protekao je u znaku kvalitetnog filmskog programa i pozitivne festivalske atmosfere. Tokom devet dana festivala bioskopske arene posetilo je nešto više od 70.000 gledalaca. Podjednako uspešno propraćeni su medija i akademski program festivala, koji su otvorili nove perspektive, prikazali savremene umetničke i teorijske tendencije u domenu filma, fotografije i instalacije, pokrenuvši kreativnu razmenu ideja između umetnika iz celog sveta.
Treće izdanje festivala Cinema City održalo se u periodu od 5. do 12. juna 2010. Posebno interesovanje ljubitelja filmske umetnosti privuklo je gostovanje čuvene američke glumice Džulijet Luis, koja je otvorila filmski program i nastupila na muzičkom otvaranju festivala 5. juna na Petrovaradinskoj tvrđavi.
Cinema City 2011, koji se održao od 18. do 25. juna, obeležila je sjajna atmosfera bioskopa na otvorenom, unapred rasprodate projekcije za domaće premijere, kao i posebno interesovanje mladih za CineYouth, akademski program festivala. Posetioci festivala bili su u prilici da razgovaraju sa svetski značajnim autorima poput Bele Tara, Šarunasa Bartasa, Dorote Keđežavske, kao i da pogledaju retrospektive priređene u čast čuvenih reditelja, kao i legendarnog domaćeg glumca, Velimira Bate Živojinovića. Festival Cinema City 2011 posetilo je više od 80 000 gostiju iz celog sveta.

## Gosti festivala
Gosti festivala 2008. i 2009. godine bili su dobitnik nagrade za najbolji scenario u Kanu 2005, Giljermo Arijaga, pobednik prestižnog Njujorškog Tribeka festivala, Lens Hamer, prvi pobednik Sarajevo Film Festivala koji dolazi iz Srbije, Vladimir Perišić, kao i domaće i regionalne filmske veličine poput Mikija Manojlovića, Gorana Paskaljevića, Emira Kusturice, Pjera Žalice, Despine Mauzaki.
Specijalni gost festivala 2010. bila je američka glumica i pevačica Džulijet Luis, koja je nastupila sa svojim bendom na muzičkom otvaranju festivala 5. juna 2010. Veliku pažnju publike privuklo je i gostovanje iračanskog reditelja Muhameda Al Darađija. 2011-te festival Cinema City predstavio je neke od najznačajnijih savremenih autora svetske kinematografije nezavisnog filma. Gosti festivala, u čiju čast su priređene i filmske retrospektive, bili su čuveni mađarski reditelj Bela Tar, litvanski autor Šarunas Bartas i poljska rediteljka Dorota Keđežavska.

## Nagrade

### 2007
- najbolji film – Grand Prix: „Bel Epok“ (reditelj: Nikola Stojanović)
- najbolja režija: Sabolč Tolnai
- najbolji scenario: Uglješa Šajtinac/Dejan Nikolaj Kraljačić
- najbolja fotografija: Milad Tauk
- najbolja muzika: Arsen Dedić
- najbolja glavna muška uloga: Kenedi Hasani
- najbolja glavna ženska uloga: Vita Mavrič
- najbolja sporedna muška uloga: Petar Božović
- najbolja sporedna ženska uloga: Milena Vasić Ražnatović
- najbolja montaža: Aleksandar Rajković
- najbolji zvuk: Lukas Grgozevski
- najbolja scenografija: Miodrag Nikolić
- najbolja kostimografija: Jelena Petrović
- najbolja šminka: Milena Stefanović/Tamara Spasojević
- najbolji film – Euroimages program: „Trans“ (reditelj: Tereze Vilaverde)

### 2008
- festivala: „Balast“ (reditelj: Lance Hammer)
- najbolji film (Nacionalna klasa): „Ljubav i drugi zločini“ Stefan Arsenijević
- najbolja režija (Nacionalna klasa): Dejan Zečević „Četvrti čovek“
- najbolji scenario (Nacionalna klasa): Nebojša Romčević „Na lepom plavom Dunavu“
- najbolja montaža (Nacionalna klasa): Marko Glušac „Četvrti čovek“
- najbolja fotografija (Nacionalna klasa): Miloš Kodemo „Miloš Branković“
- najbolja muzika (Nacionalna klasa): Boris Kovač „Na lepom plavom Dunavu“
- najbolja glavna muška uloga (Nacionalna klasa): Nikola Kojo „Četvrti čovek“
- najbolja glavna ženska uloga (Nacionalna klasa): Ana Franić „Na lepom plavom Dunavu“
- najbolji film u „Up to 10.000 bucks“ kategoriji: „Uspavanka za dečaka“ (reditelj: Miloš Pušić)
- nagrada za specijalan doprinos savremenom filmskom izrazu: „The Amazing Truth about Queen Raquela“ (reditelj: Olaf de Fleur Johannesson)

### 2009
-: „Toni Manero“ (reditelj: Pablo Lareno)
- najbolji film (Nacionalna klasa): „Obični ljudi“ (reditelj: Vladimir Perišić)
- najbolja režija (Nacionalna klasa): Srđan Dragojević „Sveti Georgije ubiva aždahu“
- najbolji scenario (Nacionalna klasa): Miroslav Momčilović „Čekaj me, ja sigurno neću doći“
- najbolja montaža (Nacionalna klasa): Petar Marković „Sveti Georgije ubiva aždahu“
- najbolja fotografija (Nacionalna klasa): Aleksandar Ramadanović „Jesen u mojoj ulici“
- najbolja glavna muška uloga (Nacionalna klasa): Lazar Ristovski „Sveti Georgije ubiva aždahu“
- najbolja glavna ženska uloga (Nacionalna klasa): Mirjana Karanović „Tamo i ovde“
- specijalno priznanje (Nacionalna klasa): „Jesen u mojoj ulici“ (reditelj: Miloš Pušić)
- najbolji film u kategoriji „Up to 10.000 bucks“: „Živan Pujić Jimmy“ (reditelj: Ognjen Glavonić)

### 2010
- : „Zima do kostiju“ (režija: Debra Granik)
- najbolji film (Nacionalna klasa): „Žena sa slomljenim nosem“ (režija: Srđan Koljević)
- najbolja režija (Nacionalna klasa): „32. decembar“ (režija: Saša Hajduković)
- najbolji scenario (Nacionalna klasa): Srđan Koljević „Žena sa slomljenim nosem“
- najbolja glavna muška uloga (Nacionalna klasa): Nebojša Glogovac „Žena sa slomljenim nosem“
- najbolja glavna ženska uloga (Nacionalna klasa): Nikolina Đorđević „32. decembar“
- specijalno priznanje za umetnički doprinos (Nacionalna klasa): Vlastimir Velisavljević „Đavolja varoš“
- najbolji film u okviru selekcije „Up to 10,000 bucks“: „Četvrtak“ (reditelj: Nikola Ljuca)

### 2011
- : „Kavasakijeva ruža“ (režija: Jan Hrebejk)
- Najbolji film (Nacionalna klasa): „Tilva Roš“ (režija: Nikola Ležaić)
- najbolja režija (Nacionalna klasa): Oleg Novković („Beli beli svet“)
- najbolji scenario (Nacionalna klasa): Nikola Ležaić („Tilva Roš“)
- najbolja glavna muška uloga (Nacionalna klasa): Nikola Rakočević („Šišanje“)
- najbolja glavna ženska uloga (Nacionalna klasa): Jasna Đuričić („Beli beli svet“)
- najbolja montaža: Aleksandra Milovanović(„Cinema Komunisto“)
- najbolja muzika: Boris Kovač („Beli beli svet“)
- najbolja scenografija: Zorana Petrov („Neprijatelj“)
- najbolji kostim: Lana Pavlović („Neprijatelj“)
- specijalna nagrada: film omnibus „Oktobar“
- najbolji film u okviru selekcije „Up to 10,000 bucks“: „9. ožujak“ (režija: Irena Škorić)
- nagrada za životno delo Velimiru Bati Živojinoviću
- nagrada publike: „Cinema Komunisto“ (režija: Mila Turajlić)

Odluka žirija FIPRESCI: 
- najbolji film (Exit Point): „Tamara Dru“ Stivena Frirsa
- najbolji film (Nacionalna klasa): „Kako su me ukrali Nemci“ Miše Radivojevića

Odluka žirija FEDEORE: 
- u selekciji Nacionalna klasa nagrada Dejanu Zečeviću za film „Neprijatelj“
- u selekciji Balkan Box nagrada Milchu Manchevskom za film „Majke“

Odluka srpskog ogranka FIPRESCI: 
- „The Show Must Go On“ Nevia Marasovića
- „Ostavljeni“ Adisa Bakrača

## Spoljašnje veze
- Zvanični websajt
- Zvanična Facebook strana
- Zvanični Twitter nalog